# Курт Зума
Курт Зума (фр. Kurt Zouma, нар. 27 жовтня 1994, Ліон, Франція) — французький футболіст, захисник клубу «Вест Гем Юнайтед» та національної збірної Франції.
Вихованець «Сент-Етьєна», в якому і розпочав свої професійні виступи і виграв перший трофей — кубок французької ліги. Чемпіон Англії, володар Кубка англійської ліги.

## Клубна кар'єра

### «Сент-Етьєн»
Вихованець юнацької команди «Во-ан-Велен». У 2009 році перейшов в «Сент-Етьєн». 2 квітня 2011 року Зума підписав перший у своїй кар'єрі професійний контракт з клубом. Почав виступати за основний склад в сезоні 2011/12. Дебют Курта в основному складі відбувся 31 серпня 2011 року в матчі Кубку ліги проти «Бордо». Він провів на полі весь матч, який завершився перемогою «Сент-Етьєна» з рахунком 3:1.
31 січня 2014 року Зума підписав контракт на 5,5 років з англійським клубом «Челсі», але залишився грати в «Сент-Етьєні» до кінця сезону на правах оренди.

### «Челсі»
У сезоні 2014/15 почав свої виступи за лондонський «Челсі». 24 вересня в матчі Третього раунду Кубка Футбольної ліги проти «Болтон Вондерерз» відкрив особистий рахунок забитим голам за «Челсі». В першому ж сезоні зіграв у 15 матчах чемпіонату Англії і допоміг команді виграти турнір. Також допоміг того сезону «пенсіонерам» стати володарями Кубка англійської ліги, зігравши, в тому числі, і у фінальному матчі проти «Тоттенгем Готспур» (2:0). За підсумками сезону був визнаний найкращим молодим гравцем «Челсі».

#### Оренда в «Сток Сіті»
Влітку продовжив контракт з «Челсі» на чотири роки, після чого був відданий в оренду до «Сток Сіті» на весь сезон 2017-2018. Зіграв 35 матчів Прем'єр Ліги, при цьому ставав найкращим гравцем матча проти «Ліверпуля» і «Арсенала».

#### Оренда в «Евертоні»
Сезон 2018-2019 провів в «Евертоні», де зіграв 36 матчів, забивши 2 рази. Повернувся в «Челсі» після назначення Френка Лемпарда головним тренером.

## Виступи за збірні
2009 року дебютував у складі юнацької збірної Франції. У складі збірної до 17 років у 2011 році був учасником юнацького чемпіонату світу та Європи. Всього взяв участь у 25 іграх на юнацькому рівні, відзначившись одним забитим голом.
З 2013 року залучався до складу молодіжної збірної Франції. На молодіжному рівні зіграв у 16 офіційних матчах, забив 2 голи.
28 березня 2015 року дебютував у складі національної збірної Франції в товариському матчі проти збірної Данії, який закінчився перемогою французів 2:0, а Зума вийшов на заміну на 82 хвилині замість Моргана Шнедерлена. Наразі провів у формі головної команди країни 2 матчі.

## Статистика виступів

### Статистика клубних виступів
Станом на 11 серпня 2021
| Сезон                  | Команда                | Чемпіонат              | Чемпіонат | Чемпіонат | Національний кубок | Національний кубок | Національний кубок | Континентальні кубки | Континентальні кубки | Континентальні кубки | Інші змагання | Інші змагання | Інші змагання | Усього | Усього |
| Сезон                  | Команда                | Ліга                   | Ігор      | Голів     | Ліга               | Ігор               | Голів              | Ліга                 | Ігор                 | Голів                | Ліга          | Ігор          | Голів         | Ігор   | Голів  |
| ---------------------- | ---------------------- | ---------------------- | --------- | --------- | ------------------ | ------------------ | ------------------ | -------------------- | -------------------- | -------------------- | ------------- | ------------- | ------------- | ------ | ------ |
| 2011-12                | «Сент-Етьєн»           | Л1                     | 22        | 2         | КФ+КЛ              | 1+1                | 0                  | —                    | —                    | —                    | —             | —             | —             | 24     | 2      |
| 2012-13                | «Сент-Етьєн»           | Л1                     | 18        | 2         | КФ+КЛ              | 3+1                | 0                  | —                    | —                    | —                    | —             | —             | —             | 22     | 2      |
| 2013-14                | «Сент-Етьєн»           | Л1                     | 24        | 0         | КФ+КЛ              | 0+0                | 0                  | ЛЄ                   | 3                    | 0                    | —             | —             | —             | 27     | 0      |
| Усього за «Сент-Етьєн» | Усього за «Сент-Етьєн» | Усього за «Сент-Етьєн» | 64        | 4         |                    | 6                  | 0                  |                      | 3                    | 0                    |               |               |               | 73     | 4      |
| 2014–15                | «Челсі»                | ПЛ                     | 15        | 0         | КА+КЛ              | 2+5                | 1+1                | ЛЧ                   | 4                    | 0                    | -             | -             | -             | 26     | 2      |
| 2015–16                | «Челсі»                | ПЛ                     | 23        | 1         | КА+КЛ              | 1+1                | 0                  | ЛЧ                   | 6                    | 1                    | СА            | 1             | 0             | 32     | 2      |
| 2016–17                | «Челсі»                | ПЛ                     | 9         | 0         | КА+КЛ              | 4+0                | 0                  | -                    | -                    | -                    | -             | -             | -             | 13     | 0      |
| 2017–18                | «Сток Сіті»            | ПЛ                     | 34        | 1         | КА+КЛ              | 1+2                | 0                  | -                    | -                    | -                    | -             | -             | -             | 37     | 1      |
| 2018–19                | «Евертон»              | ПЛ                     | 32        | 2         | КА+КЛ              | 2+2                | 0                  | -                    | -                    | -                    | -             | -             | -             | 36     | 2      |
| 2019–20                | «Челсі»                | ПЛ                     | 28        | 0         | КА+КЛ              | 5+2                | 0+1                | ЛЧ                   | 7                    | 0                    | СУ            | 1             | 0             | 43     | 1      |
| 2020–21                | «Челсі»                | ПЛ                     | 24        | 5         | КА+КЛ              | 5+2                | 0                  | ЛЧ                   | 5                    | 0                    | -             | -             | -             | 36     | 5      |
| серп. 2021             | «Челсі»                | ПЛ                     | 0         | 0         | КА+КЛ              | -                  | -                  | ЛЧ                   | -                    | -                    | СУ            | 1             | 0             | 1      | 0      |
| Усього за «Челсі»      | Усього за «Челсі»      | Усього за «Челсі»      | 99        | 6         |                    | 27                 | 3                  |                      | 22                   | 1                    |               | 3             | 0             | 151    | 10     |
| 2021–22                | «Вест Гем»             | ПЛ                     | 0         | 0         | КА+КЛ              | 0+0                | 0                  | ЛЄ                   | 0                    | 0                    | -             | -             | -             | 0      | 0      |
| Усього за кар'єру      | Усього за кар'єру      | Усього за кар'єру      | 229       | 13        |                    | 41                 | 3                  |                      | 25                   | 1                    |               | 3             | 0             | 298    | 17     |

### Статистика виступів за збірні
Станом на 11 вересня 2021
| Дата       | Місто            | Господарі | Результат | Гості     | Турнір                               | Голи | Примітки |
| ---------- | ---------------- | --------- | --------- | --------- | ------------------------------------ | ---- | -------- |
| 29-03-2015 | Сент-Етьєн       | Франція   | 2 – 0     | Данія     | товариський матч                     | -    | 82'      |
| 11-10-2015 | Копенгаген       | Данія     | 1 – 2     | Франція   | товариський матч                     | -    | 46'      |
| 11-10-2018 | Генгам           | Франція   | 2 – 2     | Ісландія  | товариський матч                     | -    | 46'      |
| 4-6-2019   | Нант             | Франція   | 2 – 0     | Болівія   | товариський матч                     | -    | 89'      |
| 11-6-2019  | Андорра-ла-Велья | Андорра   | 0 – 4     | Франція   | Відбір до ЧЄ 2020                    | 1    | 77'      |
| 11-11-2020 | Сен-Дені         | Франція   | 0 – 2     | Фінляндія | товариський матч                     | -    |          |
| 17-11-2020 | Сен-Дені         | Франція   | 4 – 2     | Швеція    | Ліга націй УЄФА 2020-2021 - 1-й етап | -    | 46'      |
| 28-3-2021  | Нур-Султан       | Казахстан | 0 – 2     | Франція   | Відбір до ЧС 2022                    | -    |          |
| 4-9-2021   | Київ             | Україна   | 1 – 1     | Франція   | Відбір до ЧС 2022                    | -    |          |
| 7-9-2021   | Десін-Шарп'є     | Франція   | 2 – 0     | Фінляндія | Відбір до ЧС 2022                    | -    |          |
| Усього     |                  | Матчів    | 10        |           | Голів                                | 1    |          |

| Дата       | Місто           | Господарі | Результат | Гості     | Турнір                             | Голи | Примітки |
| ---------- | --------------- | --------- | --------- | --------- | ---------------------------------- | ---- | -------- |
| 5-9-2013   | Кан (Кальвадос) | Франція   | 5 – 0     | Казахстан | Кваліфікація молодіжного Євро-2015 | -    | 45'      |
| 9-9-2013   | Борисов (місто) | Білорусь  | 1 – 2     | Франція   | Кваліфікація молодіжного Євро-2015 | -    |          |
| 4-3-2014   | Ле-Ман          | Франція   | 1 – 0     | Білорусь  | Кваліфікація молодіжного Євро-2015 | 1    | кап.     |
| 2-6-2014   | Сен-П'єр        | Франція   | 6 – 0     | Сінгапур  | Товариський матч                   | -    | 46'      |
| 4-9-2014   | Нур-Султан      | Казахстан | 1 – 5     | Франція   | Кваліфікація молодіжного Євро-2015 | -    | кап.     |
| 8-9-2014   | Осер            | Франція   | 1 – 1     | Ісландія  | Кваліфікація молодіжного Євро-2015 | -    |          |
| 10-10-2014 | Ле-Ман          | Франція   | 2 – 0     | Швеція    | Кваліфікація молодіжного Євро-2015 | -    | 38'      |
| Усього     |                 | Матчів    | 7         |           | Голів                              | 1    |          |

## Особисте життя
У Курта є старший брат, Ліонель, який також є професійним футболістом і виступає за «Сошо».

## Досягнення
- Володар Кубка французької ліги (1):

«Сент-Етьєн»: 2012-13
- Володар Кубка Футбольної ліги (1):

«Челсі»: 2014-15
- Чемпіон Англії (2):

«Челсі»: 2014-15, 2016–17
- Переможець Ліги Європи УЄФА (1):

«Челсі»: 2018–19
- Переможець Ліги чемпіонів УЄФА (1):

«Челсі»: 2020–21
- Переможець Суперкубка УЄФА (1):

«Челсі»: 2021
- Переможець Ліги конференцій УЄФА (1):

«Вест Гем Юнайтед»: 2022–23
- Чемпіон світу (U-20) (1):

Молодіжна збірна Франції: 2013